# Piet Rooijakkers
Piet Rooijakkers (Gerwen, Nuenen, Gerwen en Nederwetten, 16 d'agost de 1980) és un exciclista neerlandès, professional del 2003 al 2010. Actualment és el mànager de l'equip Baby-Dump Cyclingteam.

## Palmarès
- 2005
  - Vencedor d'una etapa a l'Olympia's Tour
  - Vencedor d'una etapa a la Ronde van Midden-Brabant

### Resultats al Tour de França
- 2009. Abandona (4a etapa)